# Olga Futemma
Olga Futemma é uma curta-metragista brasileira e japonesa, coordenadora geral da Cinemateca Brasileira.